# Dion de Brouwer
Dion Fjodor de Brouwer (Zutphen, 29 november 1995) is een Nederlandse youtuber en presentator.

## Biografie
Dion de Brouwer is opgegroeid in Ruurlo, een dorp in de gemeente Berkelland.
In 2009 begon Dion met het upload van video's op verschillende YouTubekanalen. Een van zijn eerste kanalen wat hij aanmaakte heette 'TheWeekendHD'. Hierop maakt hij video's over voornamelijk Minecraft. Op 7 april 2013 startte Dion samen met vier vrienden (Mathijs, Daniel, Daan en Luuk) het YouTubekanaal 'TeVeelGevraagd'. Op dit kanaal maakt hij voornamelijk gaming video's over Minecraft, Clash Royale, Brawl Stars en Fortnite: Battle Royale. Zijn video's over Fortnite waren vooral informatief. Zo vertelde hij samen met Mathijs over alles wat er in en rondom de game gebeurde. Naast zijn activiteiten op zijn eigen kanaal maakte hij ook content voor diverse andere YouTubekanalen waaronder: DusDavid Games, Milan Knol en Enzo Knol. Naast YouTube maakt Dion ook content op andere platformen als TikTok. Op deze app maakt hij voornamelijk video's over Fortnite, maar ook heeft hij een serie genaamd 'inspecteur Dion' waar hij onder andere speeltuinen inspecteert.
De Brouwer doet tevens ook presentatie werk. Zo is hij onder andere sinds september 2022 actief als presentator op het YouTubekanaal van Formule 1 nieuwssite GPFans van Realtimes Publishing Network. Ook presenteerde hij, samen met Sterre Koning, de online serie 'Zapp Zomeractie DIY' in 2020 voor het YouTubekanaal van NPO Zapp.
In 2022 heeft Dion ook meegedaan aan de Balloon World Cup in Barcelona. Dit is het wereldkampioenschap één tegen één ballon hooghouden. In de achtste finales trof hij de Turkse atleet 'Ogeday Girişken' die hij in de 'golden score fase' versloeg met 1-0. Dion strandde uiteindelijk in de kwartfinale. Hij moest toen tegen de Spanjaard 'Miguel Imbroda' die hem met 0-2 heeft verslagen.

## Filmografie

### Online series
- 2019: Na Sluitingstijd - Deelnemer[11]
- 2020: Zapp Zomeractie DIY - Presentator

## Prijzen en nominaties
| Jaar | Prijs          | Categorie          | Resultaat   |
| ---- | -------------- | ------------------ | ----------- |
| 2019 | Hashtag Awards | Beste Gaming Video | Genomineerd |

## Discografie

### Singles
| Jaar | Artiest        | Nummer         |
| ---- | -------------- | -------------- |
| 2016 | TeVeelGevraagd | Cocktopia Song |
| 2016 | TeVeelGevraagd | Kato (Remix)   |